# Leela (Futurama)
Turanga Leela (AFI: [tu'ranga 'lila]), conocida como Leela, es un personaje de ficción de la serie animada Futurama, mutante de alcantarilla, capitana de Planet Express. Philip J. Fry, personaje principal de la serie, está enamorado de ella. Su voz es doblada al inglés por Katey Sagal. Leela creció en un orfanato, desconociendo información relativa a sus padres, origen o especie.
Se unió a la sociedad humana como una extraterrestre, aunque si no fuera por su ojo podría pasar como una humana normal. Su esqueleto contiene 205 huesos, debido a que tiene un solo ojo, carece de la visión estereoscópica y por lo tanto tiene problemas con la percepción de profundidad, a pesar de esto no parece tener ninguna dificultad pilotando la nave de Planet Express.
Su nombre es el título de la obra orquestal más conocida de Olivier Messiaen (1908-1992), la sinfonía Turanga-lila (1948), famosa por su empleo del ondas martenot, un antiguo instrumento electrónico inventado en 1928 por el compositor francés Maurice Martenot, usado antiguamente para temas musicales de películas de ciencia ficción y programas de televisión.
Los escritores de Futurama a menudo añaden detalles menores como chistes, y Leela no es ninguna excepción. Cuando trabajó para el laboratorio de criogénica, era la oficial 1BDI ("un ojo bidimensional").

## Biografía del personaje de ficción
Turanga Leela nació de Morris y Munda, dos mutantes que viven en las alcantarillas profundas de la ciudad de Nueva Nueva York. El médico mutante que dio a luz a Leela comentó que ella era "la mutante menos mutada jamás nacida". Cuando Leela aún era una bebé, sus padres la entregaron al Orfanato de Seguridad Mínima de Cookieville con una nota escrita en Alienígena 1 que sugería que Leela era un extraterrestre, para que tuviera una vida mejor que la típica mutante.
Durante las primeras tres temporadas de la serie, Leela espera conocer a otro miembro de su raza de extraterrestres tuertos. En el episodio "Una bicicleta construida para dos", Leela conoce a Alcazar, un cíclope que la convence de que él y ella son los dos últimos miembros de su raza extinta, solo para descubrir que él es un impostor que cambia de forma y que solo quería casarse con ella. ella sería su doncella.  El plan de los padres de Leela para ocultar sus orígenes funciona bien hasta que un accidente industrial causado por el ambientalmente irresponsable Bender lleva a Leela y sus amigos al sistema de alcantarillado de la ciudad de Nueva York, donde por primera vez Leela se encuentra con sus padres y descubre que ella no es un extraterrestre ciclópeo,  pero en realidad es un mutante de alcantarilla. 
En el episodio "El problema con Popplers", se utilizó por primera vez el apellido de Leela, Turanga, El episodio " Less Than Hero " establece que entre Leela y sus padres, su apellido se coloca antes del nombre de pila. 